# منطقه حفاظت‌شده بزقوش
منطقهٔ حفاظت‌شدهٔ بزقوش یک منطقهٔ حفاظت‌شده با مساحت ۴۹۵۹۰ هکتار است که در استان آذربایجان شرقی در ایران قرار دارد. این منطقهٔ حفاظت‌شده طبق مصوبهٔ شمارهٔ ۷۸۴ در تاریخ ۹۹/۱۱/۰۶ در فهرست مناطق تحت حفاظت سازمان محیط زیست ایران قرار گرفت.